# Scolecithrix ingolfi
Scolecithrix ingolfi is een eenoogkreeftjessoort uit de familie van de Scolecitrichidae. De wetenschappelijke naam van de soort is voor het eerst geldig gepubliceerd in 1915 door With.